# Diodora graeca
Diodora graeca är en snäckart som först beskrevs av Carl von Linné 1758.  Diodora graeca ingår i släktet Diodora och familjen nyckelhålssnäckor. Inga underarter finns listade i Catalogue of Life.